# Zuur-base-evenwicht (bloed)
Het zuur-base-evenwicht is de balans van de pH-waarde van het bloed. Voor het goed functioneren van diverse functies in het lichaam is het van belang om de zuurgraad van het bloed binnen zeer nauwe grenzen te houden. De zuurgraad, weergegeven in pH, van het bloed is afhankelijk van de hoeveelheid basische en zure stoffen opgelost in het bloed, vandaar de term zuur-base-evenwicht. Bij de mens ligt de normale pH-waarde van het bloed tussen de 7,35 en 7,45. Het bloed is dus licht basisch.
Als de zuurgraad van het bloed stijgt (dalende pH) ontstaat een acidose; als de zuurgraad van het bloed daalt (stijgende pH) ontstaat een alkalose.
Om de zuurgraad van het bloed binnen deze nauwe grenzen te houden heeft het lichaam twee belangrijke middelen tot zijn beschikking. De snelle methode is het aanpassen van de ademhaling. Door sneller te ademhalen stijgt de pH van het bloed en door langzamer te ademen daalt de pH. De langzame methode gaat via de nieren. De nieren controleren de concentratie van het bicarbonaat door deze te reabsorberen of uit te scheiden. Bij meer reabsorptie van bicarbonaat stijgt de pH en bij meer uitscheiding daalt de pH.
Er zijn diverse oorzaken voor de ontregeling van het zuur-base-evenwicht. Grofweg kunnen deze onderverdeeld worden in respiratoire, dat wil zeggen aan de ademhaling gerelateerde ontregelingen ofwel metabole oorzaken. In het laatste geval is er een overschot van een base of zuur in het bloed.
Er zijn dus vier mogelijke ontregelingen:
1. Metabole acidose (bijvoorbeeld bij ontregelde diabetes mellitus)
2. Metabole alkalose (bijvoorbeeld bij langdurig braken)
3. Respiratoire acidose (bijvoorbeeld bij hypoventilatie)
4. Respiratoire alkalose (bijvoorbeeld bij hyperventilatie)

## Uitgebreidere informatie

### Het pCO2-waterstofcarbonaat-systeem
De belangrijkste buffer in het bloed om de pH binnen nauwe grenzen te houden is het CO2-waterstofcarbonaat-systeem. De evenwichtsformule van dit systeem is als volgt:
{\displaystyle \mathrm {CO_{2}\ +\ H_{2}O\ \rightleftharpoons \ H_{2}CO_{3}\ \rightleftharpoons \ H^{+}\ +\ HCO_{3}^{-}\ \rightleftharpoons \ 2\ H^{+}\ +\ CO_{3}^{2-}} }
De pH van het bloed is direct afhankelijk van de verhouding CO2 en HCO3− volgens de Henderson-Hasselbalch-vergelijking:
{\displaystyle \mathrm {pH} =\mathrm {pK_{a}} +\log \left({\frac {[\mathrm {HCO_{3}^{-}} ]}{0,03\cdot p[\mathrm {CO_{2}} ]}}\right)}
Hieruit volgt dat aangezien in de teller HCO3− is geplaatst stijging van de HCO3−-concentratie leidt tot een stijging van de pH en dat een daling van de HCO3− concentratie leidt tot een daling van de pH. De pCO2 staat in de noemer derhalve leidt een stijging van de pCO2 tot een daling van de pH en een daling van de pCO2 tot een stijging van de pH.

### Bufferwerking
Zodra extra H+-ionen in het bloed terechtkomen daalt de pH van het bloed. De H+ wordt weggevangen in het bloed door het buffer systeem, waarbij HCO3− omgezet wordt in CO2. Het CO2 wordt via de longen uitgeademd. Op deze manier kan door aanpassing van de ademhaling op een snelle manier invloed worden uitgeoefend op de zuurgraad van het bloed. Verder zijn de nieren in staat om HCO3− aan te maken. Het aanmaken van HCO3− duurt uren tot dagen en heeft dus tijd nodig om goed te gaan werken.

### Respiratoire ontregeling
Door middel van de ademhaling wordt CO2 uit het bloed gewassen. Uit het bovenstaande volgt dan ook dat bij een toename van de ademhalingsfrequentie de pCO2 daalt, dit leidt tot een stijging van de pH. Vandaar dat hyperventilatie leidt tot een respiratoire alkalose. Hypoventilatie leidt dus tot het tegenovergestelde.

### Metabole ontregeling
Indien er zuren aan het bloed worden toegevoegd (bijvoorbeeld ketonen bij ontregelde diabetes) ontstaat er een metabole acidose. Hetzelfde geldt als er waterstofcarbonaatverlies (HCO3−) is (diarree). Bij toevoeging van basische stoffen of een verlies aan zuren (braken) ontstaat een metabole alkalose.

### Een grafische weergave
Aangezien het lichaam actief probeert om een evenwicht te handhaven kan het lastig zijn om de primaire stoornis te achterhalen. Zeker als er meer ontregelingen door elkaar spelen. Bijvoorbeeld braken bij een patiënt met een ernstige longziekte (metabole alkalose en respiratoire acidose). Een grafische weergave van dit evenwicht helpt dan om snel de belangrijkste ontregeling te kunnen herleiden aan de hand van de waarden van het waterstofcarbonaat, pCO2 en het zuurgehalte. Dit heet het zuur-base-evenwicht nomogram.